# کیم گا یونگ (بازیگر)
کیم گا یونگ (کره‌ای: 김가영؛ زادهٔ ۲ دسامبر ۱۹۹۱) خواننده و بازیگر اهل کره جنوبی است. او بیشتر به عنوان عضو سابق گروه دخترانه استلار در سال‌های ۲۰۱۱ تا ۲۰۱۷ شناخته می‌شود. او در حال حاضر مدیر کافهٔ خود به نام «Hartogela» در ایته‌وون، سئول، کره جنوبی است.